# Landiolol
Landiolol (INN) là thuốc đối kháng adrenergic tiêm tĩnh mạch cực ngắn, 1, giúp giảm nhịp tim hiệu quả với ít tác động tiêu cực đến huyết áp hoặc co bóp cơ tim. So với các betablocker khác, Landiolol có thời gian bán hủy ngắn nhất (3 đến 4 phút), tác dụng cực nhanh (nhịp tim bắt đầu giảm ngay sau khi hoàn thành quản trị) và hiệu quả có thể dự đoán được với các chất chuyển hóa không hoạt động (nhịp tim trở lại đến mức cơ bản ở mức 30 phút sau khi hoàn thành việc dùng Landiolol hydrochloride). Các tinh khiết S enantiomer cấu trúc của landiolol được cho là các tác dụng phụ ít hạ huyết áp so với chẹn β khác. Điều này có tác động tích cực đến việc điều trị bệnh nhân khi giảm nhịp tim mà không giảm huyết áp động mạch.. Landiolol được phát triển bằng cách sửa đổi cấu trúc hóa học của esmolol để tạo ra một hợp chất có tỷ lệ tim mạch cao hơn và hiệu lực cao hơn mà không làm tăng thời gian tác dụng của nó. Nó được bán dưới dạng Landiolol hydrochloride. Dựa trên hồ sơ rủi ro lợi ích tích cực của mình, Landiolol đã được cấp giấy phép tiếp thị và giới thiệu tới các thị trường châu Âu dưới tên thương hiệu Rapibloc, Raploc, Runrapiq, Landibloc giữa năm 2016 (trong 2 công thức 300 mg và 20 mg ampoule). Landiolol có sẵn ở Nhật Bản dưới tên thương hiệu Onoact (50 mg) và Corbeta (12,5 mg để cải thiện chất lượng hình ảnh trong chụp CT mạch vành).

## Phương thức tác động
Thuốc hoạt động như một chất ức chế chọn lọc β1 tác dụng cực ngắn. Nó nhanh chóng bị thủy phân thành một dạng không hoạt động bởi cả carboxylesterase trong gan và pseudocholinesterase trong huyết tương, dẫn đến thời gian bán hủy khoảng 4 phút. Landiolol là thuốc đối kháng beta-1-adrenoreceptor có tính chọn lọc cao (độ chọn lọc đối với ức chế thụ thể beta-1 cao hơn 255 lần so với ức chế thụ thể beta-2), ức chế tác dụng chronotropic dương tính của catecholamines và adrenaline trong đó thụ thể beta-1 chủ yếu nằm ở vị trí. Landiolol, như các thuốc chẹn beta khác, được cho là làm giảm ổ giao cảm, dẫn đến giảm nhịp tim, giảm bắn tự phát của máy tạo nhịp ngoài tử cung, làm chậm dẫn truyền và tăng thời gian chịu lửa của nút AV. Landiolol không thể hiện bất kỳ hoạt động ổn định màng hoặc hoạt động giao cảm nội tại trong ống nghiệm. Trong các nghiên cứu tiền lâm sàng và lâm sàng, Landiolol kiểm soát nhịp tim nhanh trong một hành động cực ngắn với khởi phát nhanh và bù đắp hành động và tiếp tục chứng minh tác dụng chống thiếu máu cục bộ và tim mạch. Cho đến nay, Landiolol có thời gian bán hủy trong huyết tương ngắn nhất và độ chọn lọc tim cao nhất trong số các thuốc chẹn in trong sử dụng lâm sàng. Độ chọn lọc của Landiolol đối với phong tỏa thụ thể β1 cao hơn 255 lần so với phong tỏa thụ thể β2. So với Metoprolol, có tính chọn lọc tim ít hơn nhiều (Landiolol có khả năng chọn lọc tim cao gấp 100 lần so với metoprolol, và gấp 8 lần so với esmolol) và thời gian bán hủy dài hơn sáu mươi lần (3-4 giờ so với 3- 4 phút trong trường hợp Landiolol). FDA chỉ ra rằng các chất chuyển hóa kém CYP2D6 sẽ làm giảm tính chọn lọc của metoprolol do tăng nồng độ metoprolol trong máu, do biến đổi gen làm giảm chuyển đổi metoprolol thành các chất chuyển hóa không hoạt động dẫn đến nồng độ metoprolol trong huyết tương cao hơn gần 5 lần. Kích hoạt thụ thể ad2 adrenergic góp phần làm giãn phế quản và tăng tốc độ thanh thải chất lỏng phế nang trong hệ thống đường thở phổi. Do đó, thuốc chẹn β1 chọn lọc tim với tác dụng hạn chế đối với thụ thể β2 làm giảm nhịp tim mà không có tác dụng phụ ở phổi ở bệnh nhân COPD hoặc hen suyễn. Kích thích dược lý của thụ thể β2 làm tăng lưu lượng máu mạch vành ở người khỏe mạnh và ở những bệnh nhân bị xơ vữa động mạch nhẹ. Do đó, không chỉ thuốc ức chế β1 chọn lọc tim làm giảm nhu cầu oxy của cơ tim trong khi tập thể dục, mà còn tiết lộ tăng huyết áp tập thể dục qua trung gian thụ thể β2, đồng thời giảm nhịp tim một cách chọn lọc. Điều thú vị là, Landiolol không có bất kỳ tính chất đối kháng natri và calci nào, điều này làm cho nó trở thành một thuốc chẹn β chọn lọc tim phù hợp hơn cho bệnh nhân bị suy tim do khả năng giảm nhịp tim âm tính thấp hơn, đồng thời mang lại hiệu quả giảm nhịp tim cao hơn. Trái ngược với Landiolol, việc tiếp xúc với các thuốc chẹn khác như esmolol khuếch đại sự biểu hiện lại của các thụ thể β giải thích hiệu quả dung nạp thuốc được thấy trong quá trình truyền esmolol dài hạn. Sự tiếp xúc lâu dài của các tế bào với betablockers hoạt động như dược điển sẽ làm tăng tổng mức bề mặt của thụ thể ad1-adrenergic, dẫn đến phản ứng phóng đại với các chất chủ vận nội sinh như catecholamine, nếu việc điều trị đột ngột dừng lại. Hiện tượng này đã được mô tả là sự phục hồi rút tiền của betablocker. Tuy nhiên, Landiolol thiếu hoạt động dược động học đáng kể, vì Landiolol khó có thể thấm qua màng tế bào do diện tích bề mặt cực lớn của nó.

## Biến đổi sinh học
Landiolol được chuyển hóa thông qua quá trình thủy phân của este. Dữ liệu in vitro và in vivo cho thấy Landiolol được chuyển hóa chủ yếu trong huyết tương nhờ pseudocholinesterase và carboxylesterase. Quá trình thủy phân giải phóng một ket (thành phần cồn) được tiếp tục phân cắt để tạo ra glycerol và acetone, và thành phần axit carboxylic (chất chuyển hóa M1), sau đó trải qua quá trình oxy hóa beta để tạo thành chất chuyển hóa M2 (một axit benzoic thay thế). Hoạt tính ngăn chặn beta-1-adrenoreceptor của các chất chuyển hóa Landiolol M1 và M2 là 1/200 hoặc ít hơn hợp chất cha mẹ cho thấy tác dụng không đáng kể đối với dược lực học có tính đến liều lượng khuyến cáo tối đa và thời gian tiêm truyền. Cả Landiolol và các chất chuyển hóa M1 và M2 đều không có tác dụng ức chế hoạt động trao đổi chất của các loại phân tử cytochrom P450 khác nhau (CYP1A2, 2C9, 2C19, 2D6 và 3A4) trong ống nghiệm. Hàm lượng cytochrom P450 không bị ảnh hưởng ở chuột sau khi tiêm Landiolol tiêm tĩnh mạch nhiều lần. Không có dữ liệu về tác dụng tiềm năng của Landiolol hoặc các chất chuyển hóa của nó đối với cảm ứng CYP P450 hoặc ức chế phụ thuộc thời gian có sẵn.

## Công dụng
Landiolol được chỉ định là thuốc chống loạn nhịp tim ở Châu Âu
- Nhịp tim nhanh thất và để kiểm soát nhanh nhịp thất ở bệnh nhân rung tâm nhĩ hoặc rung tâm nhĩ trong phẫu thuật, sau phẫu thuật hoặc các trường hợp khác trong đó kiểm soát ngắn hạn nhịp thất với một tác nhân ngắn là mong muốn.
- Nhịp tim xoang không bù trừ, theo đánh giá của bác sĩ, nhịp tim nhanh cần có sự can thiệp cụ thể.